# Eocuculus cherpinae
Eocuculus cherpinae — вимерлий вид птахів родини зозулевих (Cuculidae). Існував в пізньому еоцені в Північній Америці. Викопні рештки птаха знайдено у відкладеннях свити Флорісант у штаті Колорадо (США). Описаний з добре збереженого скелета без голови, але з відбитками пір'я.